# Amfithéa (Eubée)
Amfithéa, en grec moderne : Αμφιθέα, appelé Gídes (Γίδες) jusqu'en 1954, est un village de l'île d'Eubée, en Grèce. Il est construit à une altitude de 240 m dans une zone de plaine et situé à 27 km au nord-est de Chalcis.
Selon le recensement de 2011, la population d'Amfithéa compte 262 habitants.